# 尾丸ポルカ
尾丸 ポルカ（おまる ポルカ、英: Omaru Polka）は、日本のバーチャルYouTuber（以下、VTuber）。ホロライブプロダクションの女性VTuberグループ「ホロライブ」の5期生（ねぽらぼ）に所属している。

## 概要
誕生日は1月30日。身長153センチ。血液型はO型。挨拶は「ポルカおるか？おるよ～！」。愛称は「おまるん」、「ぽるぽる」など。
キャラクターデザインは、こう ましろ、3Dモデルは、ぽんぷ長がそれぞれ担当。
ファンネームは「座員」または「おまる座」、メンバーシップネームは「おまる座」。
配信活動は、ゲーム実況を中心に歌枠、雑談などを行い、「アニメ！もけぽるちゃん」、「ポルカの伝説」などオリジナルコーナーも配信し、人気を集めている。

## 略歴
- 2020年（令和2年）
  - 8月6日：Twitter（現：X）での活動を開始。
  - 8月16日：YouTubeにて初配信を行い、デビュー[7][8]、同日にYouTubeのチャンネル登録者数が10万人を突破。
  - 9月11日：メンバーシップを解禁[9]。
  - 12月22日：オリジナル楽曲「BLUE CLAPPER」の歌唱に参加[10]。

- 2021年（令和3年）
  - 1月1日：お正月新衣装のお披露目配信を実施[11][12]。
  - 1月10日：3Dお披露目配信を行った[13][14][15]。
  - 4月22日：自身のチャンネルで配信されているバラエティ番組「ポルカの伝説」に出演[16]。
  - 8月17日：初のオリジナルソング「ぽ」をリリース[17]。
  - 8月27日：オリジナルソング「エヴァーブルー」をリリース[18]。
  - 8月26日：新衣装のお披露目配信を実施[19]。

- 2022年（令和4年）
  - 1月31日：オリジナルソング（EP）「Pastel Tea Time／ペルソナ」[注釈 1]をリリース[20]。
  - 7月31日：YouTubeのチャンネル登録者数100万人を達成[21]。
  - 8月17日：自身の活動2周年を記念し、オリジナルソング「サイキョウチックポルカ」をリリース[22]。
  - 8月24日：オリジナルソング「屋根裏のエピローグ」をリリース[23]。
  - 8月31日：自身の活動2周年を記念し、オリジナルソング「HOLOGRAM CIRCUS」をリリース[24]。
  - 10月26日：新衣装のお披露目配信を実施[25]。
- 2024年（令和6年）
  - 8月17日：オリジナルソング「Forever glow」をリリース[26]。
- 2025年（令和7年）
  - 1月31日：初のアルバム「Filmy Funny」をリリース[27]。

## 主な出演

### ライブ・イベント
- 「ポケットモンスター ソード・シールド」（2020年12月28日、ゲーム実況番組、ニコニコ生放送[注釈 2]）[28]
- hololive IDOL PROJECT 1st Live.『Bloom,』（2021年2月17日、ニコニコ公式有料生放送・SPWNチケット[29][30]）
- ヴァイスシュヴァルツ＆Reバース presents ホロライブプロダクションフェスティバル（2021年10月9日、パシフィコ横浜 展示ホールD[31]）
- 「hololive 5th Generation Live "Twinkle 4 You"」（2023年7月7日、東京ドームシティホール）[32]
- Blue Journey 1st Live「夜明けのうた」（2023年9月13日、東京ガーデンシアター）[33]
- 「hololive5期生 4周年記念 ファン大感謝祭　～みんなねぽらぼに愛に恋～」（2024年8月17日、ベルサール渋谷ガーデン）[34]
- 不知火建設社員総会（2025年2月9日、ベルサール羽田空港）[35]

#### ホロライブ全体ライブ
- 「hololive 3rd fes. Link Your Wish Supported By ヴァイスシュヴァルツ」Day1（2022年3月19日、幕張メッセ）[36]
- 「hololive 4th fes. Our Bright Parade Supported By Bushiroad」DAY1（2023年3月18日、幕張メッセ）[37]
- 「hololive 5th fes. Capture the Moment Supported By Bushiroad」（2024年3月16日 - 3月17日、幕張メッセ）[38][39]
- 「hololive 6th fes. Color Rise Harmony」DAY1（2025年3月8日、幕張メッセ）[40]

### テレビ番組
- D4DJ First Mix TV（2020年10月16日・10月23日、TOKYO MX・BS日テレ・KBS京都ほか28局[41]）

#### テレビドラマ
- ドゲンジャーズ メトロポリス （2023年4月9日 - 、KBC九州朝日放送・KKB鹿児島放送・(株)悪の秘密結社 Official Youtube・TOKYO MX、ユズユズの声優）

### ゲーム
- Little Witch Nobeta（2021年） - 日本語版ゲームの吹き替え声優を担当[42]。

### MV
- HIMEHINA『V』（2025年6月）[43]

## タイアップ
- 富士急ハイランド（2021年09月18日 - 10月31日）コラボ装飾やアナウンス、コラボフードなどやスタンプラリーイベントなどが行われた[44][45][46]。
- 羽田エアポートガーデン（2025年2月9日 - 3月16日）「不知火建設×羽田エアポートガーデン」を開催[47][48]。
- 東京ジョイポリス（2025年5月30日 - 7月21日） - コラボイベント「ホロライブ×ジョイポリス SWEETY PARTY」に、「ねぽらぼ」（5期生）として参加[49]。

## リリース音源

### 尾丸ポルカ
| 発売日        | タイトル               | 品番     | 動画       | 出典   |
| ------------- | ---------------------- | -------- | ---------- | ------ |
| 2021年8月17日 | ぽ                     | CVRD-064 | [ 動画 1 ] | [ 17 ] |
| 2021年8月27日 | エヴァーブルー         | CVRD-070 | [ 動画 2 ] | [ 18 ] |
| 2022年8月17日 | サイキョウチックポルカ | CVRD-197 | [ 動画 3 ] | [ 22 ] |
| 2022年8月24日 | 屋根裏のエピローグ     | CVRD-201 | [ 動画 4 ] | [ 23 ] |
| 2022年8月31日 | HOLOGRAM CIRCUS        | CVRD-207 | [ 動画 5 ] | [ 24 ] |
| 2024年8月17日 | Forever glow           | CVRD-446 | [ 動画 6 ] | [ 26 ] |

| 発売日        | タイトル        | 品番     | 動画       | 出典   |
| ------------- | --------------- | -------- | ---------- | ------ |
| 2022年1月31日 | Pastel Tea Time | CVRD-125 | [ 動画 7 ] | [ 20 ] |
| 2022年1月31日 | ペルソナ        | CVRD-125 | [ 動画 8 ] | [ 20 ] |

| 発売日        | タイトル    | 品番     | 出典   |
| ------------- | ----------- | -------- | ------ |
| 2025年1月31日 | Filmy Funny | CVRD-529 | [ 27 ] |

### hololive 5th Generation
| 発売日        | タイトル               | 品番     | 出典   |
| ------------- | ---------------------- | -------- | ------ |
| 2023年6月17日 | Twinkle 4 You          | CVRD-300 | [ 50 ] |
| 2023年7月8日  | Hyper Jumpin’          | CVRD-305 | [ 51 ] |
| 2023年6月29日 | Cosmic Wonderful Tour! | CVRD-302 | [ 52 ] |
| 2025年8月18日 | ひとつになる声         | CVRD-618 | [ 53 ] |

### 不知火建設
| 発売日        | タイトル | 品番     | 動画       | 出典   |
| ------------- | -------- | -------- | ---------- | ------ |
| 2023年8月28日 | なかま歌 | CVRD-323 | [ 動画 9 ] | [ 54 ] |

| 発売日       | タイトル         | 品番     | 動画        | 出典   |
| ------------ | ---------------- | -------- | ----------- | ------ |
| 2024年6月8日 | scrap ＆ build ! | CVRD-432 | [ 動画 10 ] | [ 55 ] |

### hololive IDOL PROJECT
| 発売日         | タイトル                                            | 品番     | 動画        | 出典   |
| -------------- | --------------------------------------------------- | -------- | ----------- | ------ |
| 2020年12月24日 | BLUE CLAPPER                                        | CVRD-017 | [ 動画 11 ] | [ 10 ] |
| 2022年8月19日  | 飛んでK！ホロライブサマー                           | CVRD-199 | [ 動画 12 ] | [ 56 ] |
| 2022年8月22日  | ホロメン音頭                                        | CVRD-200 | [ 動画 13 ] | [ 57 ] |
| 2024年3月15日  | ホロライブ言えるかな？hololive SUPER EXPO 2024 ver. | CVRD-406 | [ 動画 14 ] | [ 58 ] |
| 2025年2月27日  | Color Rise Harmony                                  | CVRD-537 | [ 動画 15 ] | [ 59 ] |

| 発売日        | タイトル | 品番     | 出典   |
| ------------- | -------- | -------- | ------ |
| 2021年4月21日 | Bouquet  | HOLO-001 | [ 60 ] |

### その他の参加楽曲
| 発売日         | タイトル | ユニット     | 品番       | 動画        | 出典   |
| -------------- | -------- | ------------ | ---------- | ----------- | ------ |
| 2024年2月7日   | 水たまり | Blue Journey | UPCH-89552 | [ 動画 16 ] | [ 61 ] |
| 2024年11月13日 | Boom     | Team ahamo   | CVRD-485   | [ 動画 17 ] | [ 62 ] |

| 発売日        | タイトル                  | ユニット              | 品番       | 楽曲名                                          | 動画        | 出典          |
| ------------- | ------------------------- | --------------------- | ---------- | ----------------------------------------------- | ----------- | ------------- |
| 2023年9月6日  | 夜明けのうた              | Blue Journey          | UPCH-20658 | -                                               |             | [ 63 ]        |
| 2024年2月27日 | ほろはにヶ丘高校 -Covers- | hololive × HoneyWorks | HLP-10005  | 大嫌いなはずだった。 （獅白ぼたん、尾丸ポルカ） | [ 動画 18 ] | [ 64 ] [ 65 ] |